# ديباك أشاريا
ديباك أشاريا (بالإنجليزية: Deepak Acharya)‏ هو عالم نبات هندي، ولد في 30 أبريل 1975 في Katangi ‏ في الهند.